# Svetac (otok)
Svetac je službeno ime pučinskog otoka u Jadranskom moru, na hrvatskom dijelu Jadrana, zapadno od otoka Visa. Drugo ime otoka je Sveti Andrija (ali isto ime nosi i pučinski otočić i svjetionik ispred Dubrovnika), a od talijanske verzije imena,  Sant'Andrea, dolazi i domaći čakavski naziv Štondrija. Treće ime je  Sućadrijevac.

## Zemljopisne značajke
Otok Svetac ima oblik klisurastog grebena u smjeru sjeveroistok-jugozapad, pa su mu obale većinom visoke i strme, a jedina dostupna uvala je Slatina na jugoistoku s nekoliko kuća uz nju. Najviši vrh otoka je Kosa, 316 m.
Najsjevernija točka mu je rt Trepina, najistočnija točka je rt Šijobod, a najzapadnija rt Fumor, uz koji je na zapadu klisurasti otočić Kamik. Daleko zapadnije na pučini je vulkanski otok Jabuka, a 2,5 km prema jugoistoku leži vulkanski otočić Brusnik.
Sjeverozapadna je obala svojstvena po strmim kamenim zidovima, što je u svezi s vrlo snažnim morskim strujama pomorja tog dijela otoka.
U podmorju živi pučinska riba, a nekada je bilo i jastoga.

## Klima
Podneblje Sveca je zimi izrazito najtoplija na Jadranu i u cijeloj Hrvatskoj tj. južnomediteranskog tipa klimazone Oleo-Ceratonion, pa je to jedino mjesto u Hrvatskoj stalno bez mraza: minimum = 0°C. Ranija višegodišnja mjerenja iz 20. stoljeća tu pokazuju kod nas najviši godišnji prosjek čak 17,4°C (poput Malte, Krete i slično), dok ini otoci i obalni gradovi u Dalmaciji uglavnom imaju niže god. prosjeke izpod 17°C: npr. Split 16,2°C, Palagruža 16,3°C, Sušac 16,5°C, itd.
Na Svecu još nije zabilježen mraz i najniži minimum je oko 0°C, a mjesečni prosjeci jesu: I: 10,1°, II: 11,0°, III: 12,5°, IV: 15,8°, V: 19,8°, VI: 22,5°, VII: 24,2°, VIII: 25,0°, IX: 22,6°, X: 18,4°, XI: 15,2°, XII: 13,7°. Svetac ima 5 sušnih mjeseci bez ljetne kiše od svibnja do rujna, a godišnji prosjek oborina je oko 500mm uglavnom zimi. Najveći dio tog otoka prekriva sredozemna tvrdolisna makija mirte, trišlje i divlje masline, s malo viših šuma hrasta crnike samo na svježijoj sjevernoj strmini, koja tu jedina naliči na biljni pokrov dalmatinske obale. Od nasada su uz južno naselje oko Slatine najvažniji rogači, a nekadašnji stari vinogradi na južnoj padini su uglavnom već zapušteni nakon izumiranja svih stanovnika.

## Povijest
Otok je bio naseljen još u pretpovijesti; prema nekima kod Povlova buka), gdje je jedino izgrađeno pristanište, u maloj uvalici Povlov buk na jugozapadnoj strani otoka gdje je i sadašnje naselje. Za sad su jedini prepovijesni nalazi iz pećine Tovarski bod. Učitelj J. Marinković iz Komiže 1886. kopao je u pećini i po karakteru opisane keramike nalazi potječu iz pretpovijesti, perioda, a po njegovom mišljenju iz brončanog doba. Od velike količine keramičkog materijala, tek manji dio završio je u zbirci Grgura Bučića iz Hvara, a od sveg materijala sačuvan je samo jedan ulomak veće posude s velikom tunelastom ručkom koju bi se moglo datirati u srednje brončano doba.
Prema podacima koje nije moguće provjeriti, pretpostavlja se da je otok bio naseljen još u neolitu i u grčko doba. Pretpostavlja se da su ljudi stanovali na njemu i u starogrčkom dobu, a nalazi osebujnih starovjekovnih sidara svjedoče o naseljenosti u starorimskom vremenu. Do tih zaključaka dolazi se posrednim putem. 12 pronađenih olovnih prečakâ antičkih sidara (11 ih je pretopljeno) u moru okolo otoka na položaju Kolcu ukazuju da je sjeveroistočna strana otoka Sveca kao sidrište bila dugo u upotrebi. Nalazi se točno ispod kasnoantičke (bizantske) utvrde Krajicin, na najisturenijem istočnom brdskom grebenu otoka (kota 221) na položaju zvanom Krajicino, Kraljičin grad ili Teutin dvor, povrh rta Šijaboda. Toliki nalazi povrđuju ulogu i značaj ovog otoka u navigacijskom sustavu na plovnim putevima Jadranom u starom vijeku. Razlog je što tolika količina se ne će naći na dnu mora slučajno, u vrlo kratkom razdoblju. Nalaz se pruža potezom dugim oko 100 m.
Ustanovljeni rimski nalazi su samo na jednom položaju, na visokoj, plodnoj i obradivoj prevlaci između dviju najviših kota na otoku, poviše današnjeg naselja; rimske opeke i ulomci većih posuda grublje fakture (pitosi) uokolo kasnije cisterne i apside crkve. Oko 30 m južnije u vinogradu gdje je zidani zdenac, zabilježeni su su brojniji ulomci rimskih keramičkih posuda tanjih stijenkâ i bolje fakture. Ostatci pripadajući antičkoj arhitekturi do danas nisu nađeni, pa bi trebalo vršiti daljnja iskapanja. Sve ukazuje da je na ovom položaju bilo manje gospodarsko imanje. Slabu sačuvanost ovog antičkog objekta duguje kasnijim gradnjama, vjerojatno na istom mjestu, a možda i uporabom građevnog tvoriva s prethodne građevine. Nova gradnja koja je nadošla je predromanička crkva i benediktinski samostan.
Tu su vinske amfore, pronađene na tri lokaliteta, kojima nije moguće ući u trag. Nekad su bili na trima lokalitetima, dvama u moru pred uvalom Povlov buk, i jednim na lokalitetu Bašcanovici, nakon što su spužvari prethodno posjetili ovo nalazište.
Na otok su došli benediktinci koji su ovdje imali svoj samostan (na južnom otočnom vrhu), a na otoku su boravili do kraja 15. ili početka 16. stoljeća. Od benediktinskog samostana danas je ostala samo crkva sv. Andrije.
Zadnjih stoljeća otok je u vlasništvu obitelji Zanchi (Zanki), nakon što je dotad bio u vlasništvu crkve; crkva je zadržala pravo eksploatirati otočne resurse.
Zbog neobičnih okolnosti su čak i na ovaj izolirani otok padale zrakoplovne bombe. To je bilo nakon kapitulacije Italije u drugom svjetskom ratu. Talijanski su vojnici na dvama brodima plovili s juga Hrvatske prema Bariju. Budući da ga je nadzirala vojska saveznika kojeg su izdali, bilo je opasno ići ondje te su odlučili otploviti iz priobalja i kopnenog dijela Hrvatske gdje su bile snažne partizanske akcije i riziku napada ili mobilizacije u Titove postrojbe. Da im se isto ne bi dogodilo u domovini, odlučili su se usidriti kod ovog otoka, jer je bio dovoljno daleko od svih bojnih zbivanja a bilo je dovoljno pitke vode. Čekali su kad će Saveznici ući u Bari. Njemački izviđački zrakoplov ih je uočio, odmah reagirao te su sutradan njemački bombarderi bombardirali otok. Nisu pogodili brodove, nego su srušili jednu kuću. Srećom po Talijane, više ih nisu bombardirali, te su nakon dva tjedna otplovili prema Bariju.

## Biljni i životinjski svijet
Floru (cvjetanu) ovog otoka najvećim dijelom čini sredozemna tvrdolisna makija, s nešto viših šuma hrasta česmine na sjevernoj strmini. Od nasada su uz naselje oko Slatine najvažniji rogači, a nekadašnji vinogradi na južnoj padini su uglavnom već odumrli.
Na otoku boravi endemska vrsta sokola, Eleonorin sokol i sovuljaga (jejina), najveća europska sova. Pticama selicama otok služi za odmorište. Unatoč nepovoljnim uvjetima, ovdje ima zmija, no sve su neotrovne. U podmorskoj špilji na ovom otoku nekad je boravila sredozemna medvjedica.

## Znamenitosti
- ilirska gradina Krajicin (Teutina kula), na istočnom vrhu otoka (221 m)
- Crkva sv. Andrije
- Antički brodolom kod Svetca
- Podmorska arheološka zona akvatorija otoka Visa, Biševa, Brusnika i Sveca

## Promet
Svetac nema pravog privezišta niti zaklona, nego se brodice izvlači na suho u uvali Povlov bok, na jugoistoku otoka. Nekad prije ribari su se sklanjali u špilju Macinovicu koja je danas urušena.
Vjetrovi oko ovog otoka su vrlo snažni, pušu iz svih pravaca. Osobito je vrlo snažno jugo koje je razbijalo i najsuvremenije pristane, a pojavljuju se i morske pijavice. Zbog toga se prema Svetcu isplovljavalo samo radi lova na pučinsku ribu i na jastoge kojih je ondje nekad bilo vrlo mnogo.

## Gospodarstvo
Ribarstvo, vinogradarstvo, sječa i prodaja drva.
Nekad šumovit otok ostao je bez šuma (preživjele su one na višim dijelovima) zbog nerazborite i prekomjerne sječe borovih šuma za potrebe tvornice smole sagrađene 1760. godine. Smola je bila tražena sirovina za brodogradnju. Prikupljali su ju uvježbani skupljači s apeninskog poluotoka Gargana. Iscrpljenje tog resursa dovelo je do propasti te tvornice. Propast ove tvornice je u svezi s promjenom vlasništva, koje je dotad bilo crkveno.
Nakon toga crkva je ondje imala svoja stada ovaca, koja su čuvali pastiri nečiste prošlosti. Po naputku su se morali držati podalje od obitelji novog vlasnika.

## Stanovništvo
Glavno naselje na otoku je Sveti Andrija.
God. 1951. na Svecu je još bio 51 stalni stanovnik, ali je zadnja domaća starica (Jurka Zanki) tu umrla na smjeni tisućljeća. Zato je danas taj otok nenaseljen, osim čestih posjeta viških ribara i rjeđih sezonskih turista. Donedavna je to bio zadnji naseljeni otok u hrvatskom dijelu Jadrana, ploveći okomito na pravac hrvatske obale; ploveći dalje prema zapadu odlazi se na otvoreno more, pa ga se smatra pučinskim otokom. Povremeno na otoku žive potomci starosjediočke obitelji Zanki gdje imaju kuće i vinograde.
Otok je danas nenaseljen, bez stalnih stanovnika. Stanovnike ovog otoka zvali su Svecorima.

## Zanimljivosti
Ovaj je otok bio jednim od najizoliranijih hrvatskih naseljenih otoka. Svecorima su jedina sveza s ostatkom svijeta bili ribari. Isti bi na otok svratili radi prodaje ribe ili ako bi ih nepovoljni vremenski uvjeti, koji se začas stvore oko ovog otoka, natjerali iskrcati se na taj otok. Mještani su ih tad primali, davali hranu, a ribari su im zauzvrat dali ribu i okopali vinograde, boravivši sve dok se vremenski uvjeti ne poprave.
Za vedrih dana i velike vidljivosti otok je moguće vidjeti s uzvisina u okolici Trogira, Šibenika i Splita.
Otok nema izvor pitke vode, stoga su ljudi vodi skupljali kišnicu u gustirnama.
Otok je stekao prokletstva zbog ubojstva engleskih brodolomaca. Ubili su ih pastiri koji su došli na otok čuvati ovce, a toga su se uglavnom laćale osobe problematične prošlosti. Dugo nakon toga je otok na engleskim pomorskim zemljovidima nosio ime Vražji otok.
Svetac je mjestom jedne od zadnjih akcija slavnog broda-dizalice Velog Jože.

## Vanjske poveznice
|  | Zajednički poslužitelj ima još gradiva o temi Svetac |